# Pont-de-Vaux
Pont-de-Vaux es una comuna francesa del departamento de Ain, en la región de Auvernia-Ródano-Alpes.

## Demografía
| 2 002 | 1 979 | 2 068 | 2 106 | 2 096 | 2 050 | 1 913 | 2 004 | 2 043 | 2 187 | 2 276 |
| Para los censos de 1962 a 1999 la población legal corresponde a la población sin duplicidades (Fuente: INSEE [Consultar]) |       |       |       |       |       |       |       |       |       |       |